# Athous stoimenovae
Athous stoimenovae là một loài bọ cánh cứng trong họ Elateridae. Loài này được Platia miêu tả khoa học năm 2001.